# Rozlyne Clarke
 (février 2012).
Si vous disposez d'ouvrages ou d'articles de référence ou si vous connaissez des sites web de qualité traitant du thème abordé ici, merci de compléter l'article en donnant les références utiles à sa vérifiabilité et en les liant à la section « Notes et références ».
Rozlyne Clarke, de son vrai nom Roslyn Howell née le 9 juillet 1968 à Sydney, est une chanteuse australienne liée à l'eurodance.
Découverte par la radio MAXXIMUM, elle est surtout connue pour avoir interprété les tubes Eddy steady go, Gorgeous et Dancin' is like makin' love entre 1990 et 1991.
Grâce aux remixeurs belges The Unity Mixers, le remix de Eddy Steady go Unity power Remix la propulse encore une fois en tête des charts français pendant 6 semaines, à peine quatre ans après le succès de la version originale.

## Biographie
Rozlyne Clarke (de son vrai nom : Roslyn Howell) a vu le jour à Sydney, en Australie. Son père était un ingénieur et elle a un frère qui a 3 ans de plus qu'elle. Durant son adolescence elle a pris des cours de danse et de chant. À l'âge de 18 ans, elle a auditionné pour un rôle dans la comédie musicale Sugar Babies et a été sélectionnée. La comédie musicale a connu un énorme succès en Australie[réf. nécessaire] et Rozlyne a ensuite réussi à obtenir un rôle dans la comédie musicale rock Starlight Express. Au cours de cette nouvelle participation l'artiste a voyagé dans le monde entier[évasif], la comédie musicale ayant été un succès au Japon et en Allemagne, entre autres.
En 1990, elle jouait le rôle de Bombalurina dans la comédie musicale Cats à Paris puis elle part pour Londres car elle a déjà un contrat pour jouer dans la comédie musicale Grease (où elle joue le rôle de Rizzo).
Son premier single Eddy Steady Go a été l'un des plus grands succès de l'année 1990 en France (no 1 des clubs)[réf. nécessaire]. Une vidéo a été réalisée par la suite et elle existe en deux versions légèrement différentes. La chanson est également sortie au Benelux mais aussi au Japon et aux États-Unis sous le label Atlantic Records et entrera dans les meilleures ventes du Billboard Dance.
Son premier album, intitulé Gorgeous, a été produit en France par Eddy « Walter Taieb » Beatboxking et co-écrit et financé par Nicolas Skorsky (alias Howard Headburn). Il a été réalisé à Paris dans le studio de Walter Taieb, enregistré au Studio Guillaume Tell, et mixé à Londres à Town House et Sarm West. Il a été enregistré sous licence en Belgique, avec un neuvième titre supplémentaire, Never Started Loving You (qui était en fait la face B de la version française du single Dancing Is Like Making Love).
Sur scène, Rozlyne a démontré qu'elle était une danseuse professionnelle et cette présence scénique a renforcé sa notoriété lors de ses passages télévisés[Interprétation personnelle ?].
Un quatrième single de l'album Gorgeous est sorti en France en 1992. The Wizard Of Roz est l'un des morceaux préférés de Rozlyne car il est dédié à son père et elle l'avait co-écrit. Cependant, la chanson mal distribuée et n'étant disponible que dans quelques magasins de musique fut un échec commercial. Du coup le titre est devenu collector[réf. nécessaire].

## Discographie

### Albums
- 1991 : Gorgeous
- 1995 : Faithful to You

### Singles
- Juin 1990 : Eddy Steady Go
- Octobre 1990 : Gorgeous
- 1991 : Dancing Is Like Making Love
- 1992 : The Wizard Of Roz
- 1993 : Eddy Steady Go (remix Unity Power)
- 1994 : Dancing Is Like Making Love (remix Unity Power)
- 1994 : Giving Up, Giving In
- 1995 : Take My Hand
- 1995 : Knockin' Me Out
- 1996 : I Wanna See You
- 1996 : I Need You
- 1996 : Écoute bien ces mots
- 1997 : Quel tempérament de feu / I'm On Fire